# Happy birthday to you

melodie van 'happy birthday' als in Good-Morning to All

Happy birthday is een Engelstalig lied dat gezongen wordt bij verjaardagen.
Het lied is wereldwijd bekend en voor velen een van de eerste kennismakingen met het Engels. Er zijn anderstalige versies in omloop, soms in fantasie-varianten. Een Nederlandse vertaling is er niet echt, maar er wordt vaak Wel gefeliciteerd of Fijne verjaardag gezongen.

## Liedtekst
Happy birthday to you
Happy birthday to you
Happy birthday dear [naam]
Happy birthday to you.

## Geschiedenis
De melodie van "Happy Birthday to You" werd in 1893 door twee domineesdochters uit Louisville (Kentucky), Patty en Mildred Hill, gecomponeerd als "Good morning to All". Ze schreven sinds 1889 kinderliedjes en bundelden die in 1893 onder de titel "Song Stories for the Kindergarten". De oorspronkelijke tekst luidde: “Good morning to you / Good morning to you / Good morning, dear children / Good morning to all.”
Patty Hill (1868-1946) was leidster op een kindergarten en was later de eerste voorzitter van de National Association for the Education of Young Children. Zij werd bekend door de speelblokken die ze ontwierp voor de creatieve en lichamelijke ontwikkeling van kleuters.
Mildred (1859-1916) was pianist en songschrijver. Zij beijverde zich om de zwarte muziek uit Louisville vast te leggen. Wie waar wanneer voor het eerst op deze melodie "Happy birthday to you" heeft gezongen, is niet bekend. De combinatie met de tekst verscheen het eerst in druk in 1912. De Summy Company registreerde de auteursrechten in 1935 - dit bedrijf werd door Warner/Chappell gekocht in 1990. 
Warner/Chappell Music, Inc. claimde het auteursrecht op de tekst van Happy birthday in de Verenigde Staten en inde naar schatting dagelijks ongeveer $5.000 aan royalty's. Op 22 september 2015 oordeelde de United States District Court for the Central District of California echter in een summary judgment dat de rechtsvoorganger van Warner/Chappell Music, Inc. nooit een geldig auteursrecht heeft verkregen en dat Warner/Chappell bijgevolg evenmin rechten op de tekst kan doen gelden.